# 30e division de cavalerie
Pour les articles homonymes, voir 30e division.
La 30e division de cavalerie est une unité de l'Armée rouge pendant la Seconde Guerre mondiale.
Formée peu après l'invasion de l'URSS par l'Allemagne nazie en juin 1941, elle combat au sein du front du Sud, notamment lors de la victoire de Rostov. En août 1943, la 30e division de cavalerie est félicitée par Joseph Staline pour ses actions dans la libération de Taganrog et opère par la suite près d'Odessa. Dans la seconde moitié de 1944, la division est déployée dans le centre soviétique, dans l'actuelle Biélorussie. L'unité reçoit de nombreuses décorations mais est presque détruite à Nyíregyháza par une contre-attaque allemande lors de la bataille de Debrecen. Après la guerre, la division est brièvement convertie en 11e division mécanisée, dissoute en 1947.

## Seconde Guerre mondiale
À la suite de l'invasion allemande en juin 1941, la 30e division de cavalerie est formée dans le district militaire d'Odessa le 10 juillet. Elle est constituée des 127e, 133e et 138e régiments de cavalerie et est commandée par le général de division Nikolaï Andreïevitch Pitchouguine (ru). La 30e division de cavalerie est initialement affectée à la 18e armée avant d'être transférée à la 12e armée sur le front du Sud, . La 30e division de cavalerie est déployée au sud de Novokyivka aux côtés de la 96e division de fusiliers de montagne (ru), face aux forces hongroises de l'Axe.
Fin novembre 1941, la 30e division de cavalerie est engagée dans la bataille de Rostov. Une attaque soviétique force les forces allemandes à reculer de Rostov vers leur tête de pont de Taganrog. La 30e division de cavalerie réussit à pénétrer dans les arrières allemands et à les harceler pendant la retraite vers le front du Mious (en).
En décembre 1941, la 30e division de cavalerie est affectée au 6e corps de cavalerie et, le 18 janvier 1942, transférée au 5e corps de cavalerie. En février, elle est affectée à la 9e armée, retournant au 5e corps de cavalerie au sein de la 12e armée en mai et de nouveau à la 9e armée en juillet. En août, elle constitue le 4e corps de cavalerie de la Garde, avec les 9e et 10e divisions de cavalerie de la Garde. En 1942, le général de division Vassili Golovskoï (ru) prend le commandement de la 30e division de cavalerie.
La 30e division de cavalerie est renforcée en 1943 par des conscrits enrôlés de force dans la république socialiste soviétique autonome de Tchétchénie-Ingouchie, bien que la région ait atteint à peine la moitié de son objectif de recrutement de 3 000 hommes. En janvier 1943, la division est complétée par un régiment d'artillerie de mortiers et en juin 1943, le 151e régiment de chars lui est affecté. En août 1943, la division, alors commandée par le général de division Ivan Toutarinov, est l'une des nombreuses divisions félicitées par Joseph Staline pour ses actions dans la libération de Taganrog.
L'unité reste avec le 4e corps de cavalerie de la Garde (commandé par le lieutenant-général Issa Pliïev) jusqu'en 1944. Au début de cette année, lors de l'offensive Dniepr-Carpates, la 30e division de cavalerie, dirigée par le général Golovskoi, bloque sur les divisions allemandes se retirant d'Odessa, les forçant à se rendre. La division est ensuite déplacée plus au nord et à l'ouest. En juillet 1944, elle se précipite pour s'emparer de Stowbtsy avant l'arrivée de la 28e division de chasseurs allemande.
La 30e division de cavalerie fait partie des forces soviétiques engagées à Nyíregyháza lors de la bataille de Debrecen à l'automne 1944. L'unité est anéantie le 24 octobre par une contre-attaque de la 23e Panzerdivision, qui reprend la ville. La 30e division de cavalerie avait alors été équipée de véhicules d'origine américaine dans le cadre du programme Lend-Lease,,.
La division n'est pas dissoute et, en 1945, elle est commandée par le général de division Grigori Ivanocvitch Reva.

## Après guerre
À l'été 1945, la 30e division de cavalerie est transformée en 11e division mécanisée  et prend garnison à Sambir, district militaire des Carpates  . En 1946, la division s'installe à Poukhavitchi, dans le district militaire de Biélorussie (en) . Elle est dissoute le 23 mars 1947.

## Décorations
La division reçoit le titre honorifique Новобугская (« de Novi Boug ») en mars 1944[réf. souhaitée].
Elle est décorée de l'ordre du Drapeau rouge le 5 mai 1942, de l'ordre de Souvorov, 2e classe, le 12 avril 1944, de l'ordre de Koutouzov, 1re classe, le 10 juin 1944 et de l'ordre de Lénine le 25 juin.